# Laytown
Laytown (An Inse en irlandais) est une ville du comté de Meath en république d'Irlande.

## Situation
Laytown se situe à 47 km (29 miles) de la capitale Dublin.
Avec la ville voisine Bettystown, elle se situe sur un des fronts de mer les plus touristiques d’Irlande.
Une course de chevaux s’y tient annuellement sur la plage, et deux films y ont été tournés (The Crying Game et Michael Collins)
La ville de Laytown compte 2007 habitants.